# Kim Kyung-soon
Kim Kyung-soon (kor. 김 경순, ur. 10 grudnia 1965) – koreańska piłkarka ręczna. Dwukrotna medalistka olimpijska.
Z reprezentacją Korei Południowej zdobywała medale olimpijskie w 1984 i 1988 roku, W Los Angeles srebro, przed własną publicznością złoto. Łącznie w obu turniejach wystąpiła w 10 spotkaniach (17 bramek).